# Billy Morgan
Billy Mark Morgan (Southampton, 2 de abril de 1989) es un deportista británico que compite en snowboard, especialista en la prueba de big air.
Participó en dos Juegos Olímpicos de Invierno, en los años 2014 y 2018, obteniendo una medalla de bronce en Pyeongchang 2018, en el big air. Adicionalmente, consiguió una medalla de bronce en los X Games de Invierno.

## Medallero internacional
| Juegos Olímpicos | Juegos Olímpicos            | Juegos Olímpicos  | Juegos Olímpicos |
| Año              | Lugar                       | Medalla           | Prueba           |
| ---------------- | --------------------------- | ----------------- | ---------------- |
| 2018             | Pyeongchang (Corea del Sur) | Medalla de bronce | Big air          |

| X Games de Invierno | X Games de Invierno | X Games de Invierno | X Games de Invierno |
| Año                 | Lugar               | Medalla             | Prueba              |
| ------------------- | ------------------- | ------------------- | ------------------- |
| 2016                | Oslo (Noruega)      | Medalla de bronce   | Big air             |